# Messias
Nas religiões abraâmicas, um messias (em hebraico:  מָשִׁיחַ; em grego:  μεσσίας, messías; em árabe: مسيح, masîḥ; lit.  "o ungido") é um salvador ou libertador de um grupo de pessoas. O conceito de mashiach, messianismo e da Era Messiânica se originam no Judaísmo e na Bíblia hebraica, onde o mashiach é o rei ou o Alto Sacerdote tradicionalmente ungido com óleo da santa unção. Χριστός, grego para o "Messias" hebraico aparece 41 vezes no LXX e na bíblia hebraica.
Ha-mashiach (em hebraico:  המשיח), muitas vezes referido como melekh mashiach (em hebraico:  מלך המשיח), é ser um líder judeu, fisicamente descendente da linha Davídica paternal pelos reis David e Salomão. Acredita-se que ele realize coisas predeterminadas em uma chegada futura, incluindo a unificação das tribos de Israel, a reunião de todos os judeus para Eretz Israel, a reconstrução do Templo em Jerusalém, o início de uma Era Messiânica de paz universal global e a anunciação do mundo vindouro.
A tradução grega de Messias é Khristós (em grego:  Χριστός), transliterado em português para Cristo. Cristãos normalmente se referem a Jesus de Nazaré como sendo "o Cristo" ou o "Messias", acreditando que as profecias messiânicas foram cumpridas na missão, morte e ressurreição de Jesus e que ele retornaria para cumprir o resto das profecias messiânicas. Além disso, ao contrário do conceito judaico do Messias, Jesus Cristo é adicionalmente considerado pelos cristãos como o "Filho de Deus".
No islã, Jesus (em árabe: عيسى, translit. Isa) é tido como um profeta e o Messias enviado aos Israelitas, que retornará à Terra no fim dos tempos junto com o Mahdi e irá derrotar al-Masih ad-Dajjal, o falso messias. Na teologia Ahmadiyya, acredita-se que essas profecias sobre o Mahdi e a segunda vinda de Jesus foram cumpridas em Mirza Ghulam Ahmad (1835–1908), o fundador do Movimento Ahmadiyya, em que os termos Messias e Mahdi são sinônimos para a mesma pessoa.

## No Antigo Testamento
O primeiro uso da palavra é com Yhwh (ou com um sufixo pronominal referente a Yhwh) como um título do soberano governante O Ungido por Deus. Nos tempos pós-exílicos, o sumo sacerdote, ocupando o lugar anteriormente ocupado pelo rei, é chamado de O sacerdote ungido, também em Daniel, como Mashiaḥ Nagid (um ungido, um governante) e simplesmente Mashiaḥ (um ungido), referindo-se a Onias III.
Como a unção do sumo sacerdote consagrando-o acima de todos os seus irmãos para o serviço de Deus e deu-lhe acesso imediato a Deus, assim a unção do rei fez dele MaxiaḥYhwh, colocou-o em um relacionamento especial com Deus, e estabeleceu-o como aquele escolhido por Deus para representar Seu governo em Israel e para dar testemunho de Sua glória perante as nações.
Como O ungido de Deus (MaxyaḥYhwh) o rei era sacrossanto e inviolável. Daí as aplicações posteriores do título MashiahYhwh no Antigo Testamento:
1. Em Isaías;[n: 7] Ciro é chamado de o ungido de Deus, porque Deus o chamou e lhe deu vitória esta vitória com o propósito distinto de pôr fim ao reino babilônico e a adoração de ídolos, de libertar Israel exilada, assim, introduzindo a nova era do domínio universal de Deus.
2. Em Salmos;[n: 8] Os Patriarcas são chamados de os ungidos de Deus porque estão sob a proteção especial de Deus, portanto, invioláveis.
3. Finalmente,[n: 9] o título é aplicado a Israel, o povo escolhido de Deus.[13]
4. Mashiaḥ (ungido de Deus) nos Salmos,[n: 10] que antigamente se pensava ter referência messiânica, é agora tomado como referindo-se a um rei de Asmoneus ou a Israel. A última interpretação é a que prevalece no Midrax,[n: 11] Embora a interpretação messiânica ocorra na descrição escatológica (Pesiḳ. Zuṭarta , Balaḳ).[14]

### A imagem em Isaías
Mas embora o nome seja de origem posterior, a ideia de um Messias pessoal passa pelo Antigo Testamento. É o resultado natural da esperança profética do futuro. O primeiro profeta a dar uma imagem detalhada do futuro rei ideal foi Isaías. Ultimamente a autenticidade destas passagens e também daquelas passagens em Jeremias e Ezequiel que dão expressão à esperança em um Messias, tem sido disputada por vários estudiosos da Bíblia.
As objeções desses estudiosos, no entanto, repousam principalmente na hipótese de que a ideia do Messias está inseparavelmente ligada ao desejo de domínio universal, enquanto, na realidade, essa característica não é uma característica da esperança messiânica até um estágio posterior de seu desenvolvimento.
O rei ideal a quem Isaías olha para a frente será um descendente do rebanho de Jessé, sobre quem descansará o espírito de Deus como um espírito de sabedoria, bravura e religião, e quem governará no temor de Deus, seus lombos caídos com retidão e fidelidade:
- Ele não se engajará na guerra ou na conquista das nações; a parafernália da guerra será destruída;[n: 15]
- A única preocupação será estabelecer a justiça entre o seu povo.[n: 16]
- O fruto do seu governo justo será paz e ordem em toda a terra. O cordeiro não temerá o lobo, nem o leopardo ferirá o cabrito;[n: 17]
- A tirania e a violência não serão mais praticadas no santo monte de Deus, pois a terra estará cheia do conhecimento de Deus como a água cobre o mar.[n: 18]
- O povo não aspirará à grandeza política, mas levará uma vida pastoral.[n: 19]
- O país não pode deixar de prosperar, nem precisa ter medo de ataques de nações externas.[n: 20]
- O recém-surgido herdeiro de Jessé se destacará como um farol para outras nações, e elas virão a ele em busca de orientação e arbitragem.[n: 21]
- Ele será justamente chamado de Maravilhoso Conselheiro, Herói Divino, Pai Constante, Príncipe da Paz.[n: 22]

### A imagem de Immanuel
Esta imagem do futuro está totalmente de acordo com a visão de Isaías, de que o julgamento levará a uma regeneração espiritual e trará um estado de perfeição moral e religiosa; e concorda também com a doutrina, que, em sua amarga oposição às alianças com a Assíria e o Egito, ele pregou ao seu povo—a doutrina, a saber, que sua única preocupação deveria ser Deus e sua única confiança estar nEle, pois assim, só assim, apenas assim, eles poderiam suportar.
Os profetas defendiam um governo que estivesse em conformidade com a vontade de Deus e fosse regulado por Suas leis de justiça. Em conexão com a esperança messiânica de Isaías, resta observar que a passagem de Emanuel, que é interpretada em Mateus; como se referindo ao nascimento de Jesus, como Robertson Smith. E outros apontaram, nenhuma importação messiânica.
O nome tem referência apenas a eventos do presente imediato. Ele quer dar um sinal pelo qual a verdade de sua palavra profética pode ser testada, dizendo que qualquer jovem que der à luz um filho no futuro próximo o chamará de Deus conosco, em memória da retirada dos exércitos sírio-efraimíticos do país. Almá não significa virgem, mas uma jovem sexualmente madura, seja casada ou solteira; o artigo ha (á e não Rrá) de ha-'mamah é o artigo genérico.

### A imagem em Jeremias e Ezequiel
A ideia de um Messias pessoal não é encontrada novamente até o tempo de Jeremias e Ezequiel. A imagem de Jeremias do Messias não é detalhada; mas, como sua esperança futura em geral, ela concorda em todos os aspectos essenciais com a de Isaías. O Messias será um justo germe de Davi, que estabelecerá justo juízo e sábio governo no país, e cujo nome será יהוה צדקנו.
Em Ezequiel, o Messias é uma figura puramente passiva, a única referência pessoal a ele em xvii. 23—ele se tornará um poderoso cedro (he.). A regeneração do povo, assim como sua restauração, é exclusivamente obra de Deus. Mas em xxxiv. 23 e segs., Xxxvii. 24 e segs., Cujas passagens datam dos tempos exílicos, há uma característica inteiramente nova—a profecia de que David será o rei do futuro Estado. Como após o declínio do Sacro Império Romano, a saga surgiu do retorno do imperador-herói Barbarossa, assim, após a queda da nação, os Judeus do Exílio sonhavam com a vinda de um segundo David, que os restabelecesse como uma nação gloriosa.
Assim, Ezequiel enfatiza o fato de que o futuro Israel deve ser uma nação unida como era sob o antigo David. A esperança no retorno de David é expressa também na passagem espúria mencionada acima (Jr. Xxx. 9) e no glossário de Hos. iii. 5 (e Davi, seu rei), e é lido com esporadicamente também na literatura apocalíptica neo-hebraica (ver abaixo).
Na literatura profética pós-exílica, a esperança em um Messias é encontrada apenas nos dois primeiros profetas da comunidade pós-exílica, Ageu e Zacarias, e em Dêutero-Zacarias, cap. ix., que, provavelmente, data da época dos selêucidas. Ageu e Zacarias vêem em Zorobabel o prometido broto de Davi; mas declaram apenas que ele reconstruirá o Templo e alcançará grande eminência como governante.
O Messias de Dêutero-Zacarias tem muito em comum com o de Isaías. Ele é descrito (Zc 9: 10) como um justo Príncipe da Paz, que se levantará das fileiras do piedoso e oprimido, que cavalgará para Jerusalém não em esplendor militar, mas num jumento. Pois, ao contrário dos governantes do mundo, ele não manterá seu domínio pela espada—ele destruirá todos os instrumentos de guerra (se, em vez de הכרתי, for lido de acordo com a LXX. הכרת 3d s. m.); mas, por sua jurisdição, que se estenderá até os confins da terra, ele estabelecerá a paz entre as nações. Assim, a concepção de Dêutero-Zacarias do Messias combina a concepção de Isaías com a esperança do domínio mundial acarinhado por sua própria idade.

### A imagem no segundo Isaías
O Messias pessoal não figura de modo algum na esperança futura de Dêutero-Isaías, cujo elevado universalismo marca o passo final no desenvolvimento das ideias religiosas dos Profetas. A salvação da humanidade é o objetivo da história, e a prerrogativa de Israel se torna apenas o privilégio de sofrer pelo bem do mundo inteiro. Deus chamou Israel para a realização do Seu propósito para com o homem. Israel, e não um indivíduo, é O servo de Deus, através de quem a regeneração da humanidade será realizada, quem espalhará a verdadeira religião entre todas as nações, converterá todos os homens em servos voluntários de Deus e guiará todas as línguas para confessá-Lo. Naturalmente, não se entende como sendo Israel do presente, mas o Israel ideal do futuro, elevado às alturas espirituais em conseqüência de sua maravilhosa libertação por Deus.
Para este destino elevado, Israel tem sido especialmente ajustada em razão da experiência religiosa que Deus armazenou nela no curso de sua história; e, ao se submeter, de acordo com a vontade de Deus, ao sofrimento e à ignomínia, ela cumpre sua missão e avança em direção ao seu objetivo final. Em Is. ii. 1-4 e Mq. iv. 1-4 há a mesma imagem do futuro messiânico como em Dêutero-Isaías—Jerusalém como o centro religioso do mundo, de onde a salvação irradiará a todos os homens—mas contém a promessa adicional de que a paz universal resultará em conseqüência disso.
Da mesma forma, os profetas pós-exílicos Trito-Isaías, Malaquias e Joel e o Apocalipse pós-exílico de Is. xxiv.-xxvii., Não têm nenhum Messias pessoal. Segundo eles, o próprio Deus, sem a instrumentalidade de um homem, redimirá Israel de sua atual miséria e trará a nova era de salvação. A conclusão, no entanto, de Malaquias (cuja autoria é duvidosa) fala de um mensageiro, Elias, a quem Deus enviará para converter os homens e assim preparar o caminho para a Sua própria vinda.

### A imagem nos Deuterocanônicos
Como nos escritos proféticos que acabamos de enumerar, também nos deuterocanônicos do Antigo Testamento a figura do Messias não tem proeminência alguma. Em Macabeus há uma breve referência geral à promessa feita a David de que seu trono seria restabelecido (ii. 57), mas Eclesiastes, Judite, Tobias, Baruc, II Macabeus e Sabedoria de Salomão não contêm nenhuma menção ao trono.

### A imagem em Alexandre
A dedução natural dos fatos delineados até agora é que, enquanto do tempo dos Profetas, a crença em um futuro ideal determinava o caráter e a tendência da vida religiosa e do pensamento judaicos de tal forma que essa crença pode ser chamada de característica especial do mundo.
O gênio judeu, ainda, nos períodos até então cobertos, a ideia de um Messias pessoal está longe de ter aquela proeminência geral que, a princípio, estaríamos inclinados a assumir. Além disso, foi visto como Dêutero-Isaías anunciou Cyrus como o favorito de Deus, o herói chamado por Deus para introduzir a nova era da felicidade universal.
Da mesma forma, sem dúvida, como Kampers mostrou em seu Alexander der Grosse und die Idee des Weltimperiums in Prophetie und Sage, os contemporâneos judeus de Alexandre, o Grande, deslumbrados com suas realizações gloriosas, saudaram-no como o libertador divinamente designado, o inaugurador do período de paz universal prometido pelos profetas. Prova disso é:
1. A lenda relacionada em Josefo (Ant. Xi. 8) e no Talmude (Yoma 67b) da audiência do sumo sacerdote Jaddua (no Talmude é Simão, o Justo) com Alexandre o Grande em Gaza. Alexandre reconhece no sumo sacerdote o homem que lhe aparecera num sonho, instando-o à conquista da Ásia e prometendo-lhe que ele próprio lideraria o seu exército e entregaria o reino persa às suas mãos; ele se prostra a adorar a Deus, cujo nome ele vê inscrito na placa de ouro nos cidaris do sumo sacerdote, acompanha o sumo sacerdote a Jerusalém para sacrificar a Deus em Seu Templo, e lá é mostrado o Livro de Daniel, no qual é escrito que o reino persa será conquistado por um grego—uma profecia que Alexandre aplica a si mesmo.
2. As várias sagas que surgiram sobre Alexandre, principalmente entre os judeus em Alexandria, e das quais o romance de Alexandre do pseudo-Callisthenes cresceu, a única explicação é que Alexandre foi uma vez a figura central em sua esperança futura.
3. As tradições apocalípticas sobre Alexandre o Grande na literatura apocalíptica medieval e também na literatura midraxica—por exemplo, a tradição (mencionada por Josefo) de Alexandre aprisionando Gog e Magog atrás das montanhas da escuridão no extremo norte. A versão desta lenda dada por Jacob de Serug (521 C.E.) e no Alcorão, sura 18 Não deixa dúvidas de que era puramente de origem apocalíptica.[n: 36]

Mas enquanto todas estas esperanças centradas em Alexandre o Grande testemunham a liberalidade e a mente aberta dos judeus daquele tempo, elas, por outro lado, corroboram a conclusão, expressa acima, que a esperança no Messias tinha, até agora, nenhuma forma definida e não pode ter sido comumente um artigo de fé.
Isso é verdade, não apenas no tempo de Alexandre, o Grande, mas mesmo tão tarde quanto o primeiro período da literatura apocalíptica, e é provado pela ausência de um Messias pessoal no mais antigo texto apocalíptico, o Livro de Daniel, bem como na parte mais antiga do Livro de Enoc (O Apocalipse das Dez Semanas) e no Livro dos Jubileus, que também datam do período dos Macabeus, à parte o fato, acima referido, de que nos apócrifos contemporâneos existe mas vaga referência ao Messias.
O um da semelhança do homem (ke-bar enash) de Dn. vii. 13 (He.), a quem o governo na monarquia mundial divina será confiada, é, de acordo com a própria explicação do autor (vii. 18, 22, 27), a nação dos santos de Deus (ie, os judeus fiéis). Estes constituem os representantes terrestres de Deus no Civitate Dei, e em contraste com as outras nações do mundo, que são representados sob as figuras de animais, eles são representadas sob a figura de um homem, a fim de significar que nelas o ideal divino da masculinidade preservou-se fielmente.

## Ascensão da crença popular em um messias pessoal
Somente depois da queda da dinastia dos Macabeus, quando o despótico governo de Herodes, o Grande, e sua família, e a crescente tirania do império romano tornaram sua condição cada vez mais insuportável, os judeus buscaram refúgio na esperança de um Messias pessoal.
Ansiavam pelo prometido libertador da casa de David, que os libertaria do jugo do odiado usurpador estrangeiro, poria fim ao ímpio domínio romano e estabeleceria seu próprio reino de paz e justiça em seu lugar. Desta forma, as suas esperanças tornaram-se gradualmente centradas no Messias. Como evidência de que no período romano a esperança messiânica se tornou universal entre os judeus pode ser aduzida:
1. A convicção de Jesus de que ele era o Messias, uma convicção inspirada nele pela crença atual em um Messias, como é mostrado pelo fato de que em sua entrada em Jerusalém a população o aclamava como tal;
2. O testemunho de Josefo (B. J. vi. 5, § 4), Tácito (Hist. V. 13), e Suetônio (Vespasiano, iv.) Com relação à crença messiânica do povo judeu naquela época;
3. O fato de que mesmo no quadro de Philo do futuro, apesar de sua tendência moralista, o rei messiânico tem um lugar (comp. De Præmiis et Pœnis, § 16). Pode-se notar a este respeito que a Oração para a vinda do Messias, como a versão do mesmo é dada tanto nas recensões babilônicas quanto nas palestinas do Shemoneh 'Esreh mostra (ver Nos. 14 e 15, respectivamente), não pode ter se tornado parte integrante das orações diárias depois do tempo imediatamente após a destruição do Templo, pois nesse período o Shemoneh 'Esreh recebeu sua forma atual. A afirmação de Hillel (Sanh. 98b) de que não haveria futuro Messias para Israel, já que este último tinha seu Messias nos dias de Ezequias, não pode ter peso como argumento contrário, como Hillel viveu no reinado de Herodes, o Grande, em o início do período que marca o desenvolvimento da crença popular no Messias.

## Desenvolvimento da Concepção
Como as esperanças futuras dos judeus se tornaram messiânicas em caráter, a figura do Messias assumiu um lugar central e permanente na literatura apocalíptica; e, como a literatura apocalíptica em geral, o conceito do Messias em particular, incorpora uma infinidade de fantasias bizarras que não podem ser reconciliadas ou entrelaçadas em algo como uma imagem conectada. Existem muitos fatores que contribuíram para essa variedade e imagens variadas. Não apenas todo o material messiânico e quase messiânico das Escrituras foi coletado, e dele, por meio de combinações sutis, à maneira do Midrax, uma imagem do Messias seduzida, mas tudo poético ou figurativo nos Profetas; 'descrições do futuro foram tomadas em um sentido literal e expostas e dogmatizadas de acordo. Muitos elementos estrangeiros, além disso, penetraram neste momento e tornaram-se parte do potpourri geral de imagens relativas ao Messias.
Sendo este o caso, surge uma questão extremamente complexa e difícil—onde, nos quadros do Messias, e, de fato, nas imagens do futuro em geral, apresentadas pela literatura apocalíptica, temos um para lidar com o desenvolvimento orgânico a partir de ideias proféticas, e onde com elementos religiosos estrangeiros?
Atualmente, não é possível formar um julgamento final em relação ao local de origem dessas ideias estrangeiras. O material da religião e mitologia assiro-babilônica, que foi oferecido nos últimos anos por assiriólogos, mostra que uma questão envolvida é apresentada neste ponto, e que uma série de estudos preliminares e exaustivos é necessária antes que uma decisão final possa ser alcançada. ou as várias questões ligadas a ele. A única coisa segura a manter nesta conexão é, talvez, que, de acordo com o tempo em que o caráter heterogêneo das concepções se torna perceptível na literatura, Alexandria deve ter tido um papel proeminente na fusão dos elementos nativos e estrangeiros, desde aquela cidade tinha sido desde o tempo de Alexandre, o Grande, a sede do sincretismo religioso, bem como a metrópole intelectual do mundo civilizado.
Para uma melhor compreensão dos quadros messiânicos na literatura apocalíptica, é importante salientar que, apesar de freqüentemente entrelaçados, dois conjuntos distintos de ideias podem ser traçados:
- O único conjunto relacionado a esse mundo, portanto realista e nacional;
- O outro dirigido para o mundo vindouro, portanto transcendente e universalista.

O Messias apresenta um caráter duplo correspondente. Lado a lado com a ideia tradicional de um rei terreno da casa de Davi está a nova concepção de um Messias celestial preexistente, do qual resulta que, em relação à questão do Messias, a literatura apocalíptica mais antiga, bem como o ramo mais jovem rabínica, cai naturalmente em um dos dois grupos.

### Na literatura apocalíptica mais antiga
Na literatura apocalíptica mais antiga, o primeiro livro a ser mencionado, no qual o Messias figura como um rei terreno, é A Visão dos Setenta Pastores do Livro de Enoque (cap. Lxxxv.-xc.) Da época de João Hircano ( 135-105 aC). O Messias aparece sob a figura de um touro branco na conclusão do drama mundial (xc. 37 e segs.) E comanda o respeito e o medo de todos os pagãos, que eventualmente se convertem a Deus. No entanto, ele não assume nenhum papel real. É o próprio Deus que defende o último ataque dos pagãos contra Israel, julga e estabelece o domínio mundial de Israel.
O segundo grupo vem dessas partes dos livros sibilinos cuja data, como a análise crítica recente de Geffken estabeleceu (Komposition und Entstehungszeit der Oracula Sibyllina, pp. 7–13), é por volta do ano 83 a.C. O Messias é retratado (versos 652-666) como um rei enviado por Deus do nascente do sol, que porá fim à guerra em toda a terra, na medida em que ele destruirá alguns povos e fará tratados permanentes com os outros; em todas as suas ações ele será solícito a não seguir seu próprio conselho, mas a obedecer aos mandamentos de Deus.
O escritor descreve em seguida o ataque das nações pagãs no magnífico Templo de Deus e na Terra Santa, e a aniquilação das nações por Deus; o Juízo Final, com a conversão subsequente dos pagãos a Deus; o estabelecimento do reino eterno de Deus sobre todos os homens e o reino da Paz Universal; mas, estranho dizer, em toda a descrição não há menção do Messias. De fato, nos versos 781 e segs. os israelitas são mencionados como os profetas de Deus, os juízes da humanidade e os justos reis que porão fim ao domínio da espada sobre a terra.

### Nos Salmos de Salomão
A visão dos setenta pastores e sibilinos, iii. 652 e segs. não diga nada sobre a linhagem do Messias terreno, mas nos Salmos de Salomão (xvii.), que foram chamados pela conquista de Jerusalém por Pompeu (63 aC), ele é designado como o filho de David, que aparecerá em um momento conhecido apenas por Deus. Estes Salmos (lc.) contêm uma descrição mais detalhada de sua personalidade e de seu reinado do que qualquer outro escrito daquele período. O Messias primeiro esmagará os governantes injustos e livrará Jerusalém e destruirá os ímpios pagãos. Então, ele reunirá os dispersos de Israel, os distribuirá pela terra de acordo com suas tribos e encontrará seu próprio reino de paz e justiça.
Nenhuma pessoa iníqua será tolerada em seu reino, nem os estrangeiros terão permissão para morar lá. Ele sujeitará as nações pagãs ao seu governo, glorificará o Senhor perante o mundo inteiro e tornará Jerusalém pura e santa como antigamente, de modo que as nações venham dos confins da terra para testemunhar a glória de Deus. A descrição que segue do seu reinado justo mostra a influência de Is. XI. 1 e segs. Livre do pecado, forte no temor divino e cheio do espírito de Deus, de valor e de justiça, ele cuidará fielmente do rebanho do Senhor, controlará os oficiais superiores e fará cessar os pecadores pelo poder de sua palavra, para que injustiça e tirania não sejam praticadas na terra. Ele não confiará em cavalos e guerreiros, nem acumulará ouro e prata para guerrear, nem manterá exércitos. Somente em Deus ele depositará sua confiança e sua força estará Nele.
No Apocalipse de Baruc (70-100 C.E.) o Messias terreno aparecerá no final do quarto (isto é, o romano) império mundial e o destruirá. O último governante do império será, depois de seus anfitriões terem sido destruídos, ser acorrentado antes do Messias no Monte Sião, e ali, após a impiedade de seu governo ter sido apontada a ele, ele será morto pela A mão do próprio Messias. Das outras nações, os hostis a Israel serão postos à espada e o restante será submetido ao governo do Messias, que se estabelecerá no trono de seu reino, inaugurará o reino da moralidade e da bem-aventurança, e manterá o domínio até o fim de tempo, isto é, até a consumação do mundo atual (xxix. 3, xxxix. 5-xl. 3, lxxii.-lxxiii. 4. Cr. xxx. 1 deve ser tomada, com Volz [Jüdische Eschatologie, pp. 37, 203], como interpolação cristã).

### Nos Testamentos dos Patriarcas
O Testamento de Levi (cap. Viii e xviii.) Mostra uma concepção única do Messias. Ele não é, como no Testamento de Judá (ver abaixo) e de acordo com a crença popular, um descendente de Davi, mas um rei sacerdotal da tribo de Levi. Seu caráter e atividade são totalmente espirituais. O derramamento do espírito e conhecimento do Senhor sobre toda a humanidade e a cessação do pecado e do mal serão o fruto de seu sacerdócio ideal, que durará por toda a eternidade.
Ele mesmo abrirá as portas do paraíso, deixará de lado a espada que ameaça Adão e dará aos santos para que comam da árvore da vida. Ele amarrará Belial e dará aos filhos poder para pisar nos espíritos malignos. A imagem do Messias no Testamento de Judá (cap. Xxiv.), Embora muito mais breve, assemelha-se, em seu caráter espiritual e em sua tendência universalista, ao Testamento de Levi. A única missão do Messias será a regeneração da humanidade, e o seu reino será de justiça e salvação para todo o mundo. Se, como Bousset procurou provar (Zeitschrift für die Neutestamentliche Wissenschaft, i. 193 e segs.), Os Testamentos dos Doze Patriarcas datam principalmente da época dos Macabeus, então a concepção Messias do Testamento de Levi é facilmente contabilizada para; o autor espera que o futuro Salvador seja um príncipe da casa sacerdotal reinante dos Macabeus.

### O Messias Celestial
O mais antigo apocalipse no qual a concepção de um Messias celestial preexistente é encontrado é a seção messiologica do Livro de Enoch (xxxvii.-lxxi) do primeiro século a.C. O Messias é chamado o Filho do Homem, e é descrito como um ser angélico, seu semblante assemelhando-se a um homem e ocupando um assento no céu ao lado do Ancião dos Dias (xlvi. 1), ou, como é expresso em Cr. xxxix. 7, sob as asas do Senhor dos espíritos.
Em Cr. xlviii. 3, 6, xlix. 2b é declarado que Seu nome foi chamado perante o Senhor dos espíritos antes que o sol e os signos do zodíaco fossem criados, e antes que as estrelas do céu fossem feitas; que Ele foi escolhido e escondido com Deus antes que o mundo fosse criado, e permanecerá em Sua presença para todo o sempre (comp. também lxii. 6); e que Sua glória durará desde a eternidade até a eternidade e seu poder de geração em geração (que seu nome em xlviii. 3 significa realmente filho do homem é evidente no versículo 6; semelhante uso de Shem Yhwh para Yhwh em Is. Xxx. 27).
Ele é representado como a personificação da justiça e sabedoria e como o meio de todas as revelações de Deus para os homens (xlvi. 3; xlix. 1, 2a, 3). No final dos tempos, o Senhor o revelará ao mundo e o colocará no trono de Sua glória a fim de que ele julgue todas as criaturas de acordo com o fim ao qual Deus o escolheu desde o princípio.
Quando ele se levanta para o julgamento todo o mundo vai cair diante dele, e adorar e exaltá-lo, e louvar ao Senhor dos espíritos. Os anjos no céu também, e os eleitos no Jardim da Vida, se unirão em seu louvor e glorificarão o Senhor.
Ele julgará todas as coisas ocultas e ninguém poderá lhe dar desculpas vãs; ele julgará também Azazel, com todos os seus associados e todos os seus anfitriões. Os iníquos da terra, especialmente todos os reis e potentados, ele entregará à condenação, mas para os justos e escolhidos ele preparará a eterna bem-aventurança, e ele habitará no meio deles por toda a eternidade (xv 3, 4; xlvi, 4-6; xlviii 4-10; xlix. 4; li. 3; lv 4; lxi. 7-lxii. 14).
É digno de nota especial que no apêndice da seção Messiológica de Enoc, o último ele mesmo é o Filho do Homem = Messias (lxxi. 14), e, como no Livro Eslavônico de Enoc e no Livro Hebraico de Enoc (ver Encyc. I. 676, sv literatura apocalíptica), bem como em toda a literatura rabínica, Enoch é idêntico com Meṭaṭron = Μετάθρονος ou Μετατύρανος (ou seja, o maior espírito, ministrando, que fica ao lado de Deus e representa o seu governo sobre o universo), então existe um elo de conexão importante entre a concepção do Filho do Homem = Messias, e o Logos, que aparece repetidamente em Philo no lugar do futuro rei terreno (por exemplo, sua interpretação de ẓemaḥ, Zc, vi, 12, em De Confess. § 14; ver Memra).
O Quarto Livro de Esdras (cerca de 100 C.E.) apresenta o preexistente e o Messias terreno. Este último é visto em Cr. vii. 28, xi. 37-46, xii. 31-34, onde o Messias é representado como o Leão que brotará da descendência de David, destruirá a quarta (isto é, a romana) monarquia mundial, governará 400 anos até o fim do ínterim messiânico, e então morrerá, junto com todos os homens.
O primeiro aparece na visão do homem que se levanta do mar (cap. Xiii). Aqui, como na seção Messiológica, o Messias é descrito como um semelhante a um homem e é chamado de ille homo ou ipse homo (versos 3, 12). A declaração é feita também (sob a influência de Dn. Vii. 13) que ele voou com as nuvens do céu. Outros pontos de contato com o Livro Messiológico são: a afirmação de que ele é aquele a quem o Altíssimo reservou para muitas eras para libertar a criação (verso 26); a referência a ele ser escondido com Deus (versículo 52)—Mesmo que ninguém possa sondar nem aprender o que está nas profundezas do mar, nenhum dos habitantes da terra pode ver Meu filho nem sua escolta [isto é, a multidão de anjos que o acompanharão quando ele aparecer na terra], a menos que seja na hora marcada; e, finalmente, a referência óbvia à sua preexistência no céu, onde a promessa é dada a Esdras: Tu serás tirado dentre os homens [para o céu] e habitarás com Meu filho e com teus companheiros até o fim dos tempos ( xiv 9).

### Na literatura rabínica
Se o Messias em Sibilinos v. 415-430, onde ele é chamado um homem abençoado vindo do céu, é o Messias preexistente ou terreno, não pode ser determinado. No Assumptio Mosis, no entanto (c. 4 a.C.), pode-se concluir, com base na identificação do Filho do Homem = Messias com Enoc = Meṭaṭron em Enoc lxxi. 14, que é o Messias preexistente que é referido (x. 2), pois é afirmado que, no final da última tribulação, quando o domínio de Deus será estabelecido sobre toda a criação, as mãos do anjo que se levanta no lugar mais alto será preenchido, e ele irá imediatamente vingar-se [Israel] sobre seus inimigos. Como o autor do Quarto Livro de Esdras (xiii.), Assim como o autor do Livro de Messiologia, evidentemente tinha Dn. vii. 13 em mente quando descreveu o Messias preexistente, pode-se mencionar aqui que, enquanto a interpretação messiânica dessa passagem prevalece na literatura rabínica (o exemplo mais antigo é a tradição messiânica em Sanh. 98a, para a qual Joshua b. Levi é mencionado como autoridade), o texto grego de Dn. vii. 13 apresenta não só a interpretação messiânica de Bar Nash, mas também inequivocamente, em καὶ ὡς παλαιὸς ἡμερῶν παρῆυ adicionado após ὡς υἱὸς ἀνϑρώπου ἥρχετο, a concepção do Messias preexistente.
Além disso, contrariamente à visão sustentada por muitos de que todas as passagens concernentes ao Filho do Homem = Messias no Livro de Enoc e IV Esdras são de origem cristã, pode ser apontado que a frase Bar Nash (= Filho de O homem) deve ter sido um nome comum para um anjo da mais alta ordem entre os judeus palestinos dos primeiros séculos cristãos. Yer. Yoma v. relata que, quando foi feita referência à aposta ha-Midrax para Simeão, o Justo tendo, todos os anos dos quarenta anos durante os quais ele era sumo sacerdote, foi acompanhado no Santo dos Santos no Dia da Expiação por um idoso um, velado e vestido em linho (ou seja, por um ser celestial; comp. o labush ha-badim em Ez. 1, 3 e outros), R. Abbahu objetou: "Não a proibição 'nenhum homem estará presente no Tabernáculo quando o sumo sacerdote entrar no santuário, 'estender-se àqueles de quem se diz, 'a aparência de seu semblante era a do semblante de um homem?" (Lv. Xvi. 17; Ez. I. 10). Após o que a tréplica foi feita: Quem diz que esse ser foi Bar Nash? Foi o Todo Santo. Pode-se notar de passagem que esta Ággadá é importante para o texto grego de Dn. vii. 13 bem como para a identificação do Filho do Homem = Messias em Enoc = Meṭaṭron.
Na literatura rabínica apocalíptica prevalece a concepção de um Messias terreno e, a partir do final do primeiro século da era comum, é também a oficialmente aceita pelo judaísmo. Como prova disso pode ser dada:
1. A Oração pela Vinda do Messias, mencionada acima, na qual o Messias é chamado descendente de Davi.
2. A informação dada no segundo século por Justin (Dialogus cum Tryphone,[26] cap. xlix.) E pelo autor de Philosophumena (ix. 30).[27] Ambos os escritores declaram expressamente que, ao contrário da crença dos cristãos, os judeus enfatizam a origem humana do Messias, e o autor de Philosophumena acrescenta que eles esperam que ele seja descendente de Davi.
3. A liturgia dos tempos posteriores, que, como a Oração Diária, o chama de descendente de Davi. Sua missão é, em todos os aspectos essenciais, o mesmo que nos apocalipses do período anterior: ele deve libertar Israel do poder do mundo pagão, matar seu governante e destruir seus exércitos e estabelecer seu próprio reino de paz (comp. as descrições dele em judeu. Encyc. i. 675, sv literatura apocalíptica, neo-hebraica).[28]

### Preexistência Celestial
A concepção do Messias preexistente é encontrada em Pesiḳ. R. xxxiii., Xxxvi. (pp. 152b, 162, ed. Friedmann; comp. Yalḳ. i. 339). De acordo com a seção Messiológica de Enoc, a primeira dessas duas passagens diz: No princípio da criação do mundo nasceu o Rei Messias, que se elevou aos pensamentos de Deus antes que o mundo fosse feito; e na última passagem está relacionado que Deus contemplou o Messias e suas obras antes da criação do mundo e o ocultou sob Seu trono; que Satanás, tendo perguntado a Deus que a Luz estava sob Seu trono, foi informado de que seria aquele que o envergonharia no futuro, e, sendo então permitido, a seu pedido, a ver o Messias, ele tremeu e afundou para o chão, clamando: Verdadeiramente este é o Messias que me entregará e todos os reis pagãos para o inferno. Deus chama o Messias de Efraim, meu justo Messias.
O Messias preexistente é apresentado também na Ággadá (Pes. 54a; Ned. 39a; Yalḳ. I. 20; et al.), Onde o nome do Messias é incluído entre as sete coisas criadas antes do mundo ser feito, e onde ele é chamado de Yinnon, sendo feita referência ao Sl. lxxii. 17 (que passagem provavelmente estava na mente do autor da seção Messiológica de Enoc ao escrever xviii. 3). Que, ao contrário da visão de Weber (Jüdische Theologie, 2d ed., P. 355) e outros, é preexistência real que se entende aqui, e não predestinação, é evidente a partir da observação adicional—De acordo com outro ponto de vista , apenas a Torá e o Trono da Glória foram [realmente] criados, como para as outras [cinco] coisas a intenção foi formada para criá-los (Yalḳ., lc; em relação ao nome do Messias comparar o comentário acima para Enoc, xlviii 3). Finalmente, a preexistência do Messias no paraíso é minuciosamente descrita em A Revelação de R. Josué b. Levi (ver judeu. Encyc. I. 680), em Midrash Konen (Jellinek, B.H. ii. 29), e em Seder Gan Eden (ib. iii. 132 e segs., 195). Nos dois primeiros, independentemente da aparente anomalia, o Messias preexistente é chamado de Messias ben David.

### Preexistência Terrena
A concepção encontrada na literatura rabínica de uma preexistência terrena do Messias deve ser distinguida daquela de sua preexistência celeste. Ocorre de várias formas, representando, provavelmente, diferentes estágios de desenvolvimento.
Primeiro, espera-se que leve uma vida oculta e, em seguida, dê um passo à frente de repente. (Nesta concepção do súbito e inesperado aparecimento do Messias comp. Mateus XXIV, xxiv, 43-44, onde se diz que o Messias virá como um ladrão à noite ou como um relâmpago). Está é a concepção dele em Ex. R. i. e em Tan., Shemot, ambos dizem que, como Moisés, o primeiro libertador, foi criado na corte de Faraó, então o futuro libertador crescerá na capital romana.
De acordo com isso, no Agadat ha-Mashiaḥ (Jellinek, lc. iii. 142), é dito que o Messias será repentinamente revelado a Israel em Roma. Então, novamente, o Messias é representado como nascido, mas ainda não revelado. Esta concepção aparece logo no segundo século em Dialogus cum Tryphone de Justin Martyr (cap. viii.). E de acordo com ela é a passagem Sanh. 98b, onde R. Joshua ben Levi é citado como tendo dito que o Messias já nasceu e está vivendo em ocultação nos portões de Roma. Em Targ. Yer. para Mq iv. 8 o Messias está na terra, mas por causa dos pecados do povo, ele ainda está se escondendo. Finalmente, o Messias é pensado como nascido em um determinado momento no passado. Este é o caso em Yer. Ber. ii, que afirma que o Messias nasceu em Belém no dia em que o Templo foi destruído, e no Apocalipse de Zorobabel (ver judeu. Encyc. i. 682), que declara que ele nasceu nos dias do rei Davi e é morando em Roma.
A noção, rastreável a Ez. xxxiv. 23 et al., Que o próprio Davi é o Messias, é outra variação da concepção da preexistência terrena. Ocorre no fragmento apocalíptico do Sidur de R. Amram (ver Judy. Encyc. I. 678, s.v. Literatura Apocalíptica, 2) e em Yer. Ber. ii. Este último afirma que, quer o Rei Messias pertença aos vivos ou aos mortos, seu nome é Davi.

### Messias ben Yosef.
Finalmente, deve-se mencionar uma figura messiânica peculiar à literatura apocalíptica rabínica—a do Messias ben Yosef. A menção mais antiga dele é em Suk. 52a, b, onde três afirmações ocorrem em relação a ele, para o primeiro dos quais R. Dosa (c. 250) é dado como autoridade. Na última dessas declarações, apenas seu nome é mencionado, mas os dois primeiros falam do destino que ele deve encontrar, a saber, cair na batalha (como se aludindo a uma tradição bem conhecida). Detalhes sobre ele não são encontrados até muito mais tarde, mas ele tem um lugar estabelecido nos apocalipses dos séculos posteriores e na literatura midrax—na descrição de Saadia do futuro (Emunot we-De'ot, cap. Viii.) E na de Hai Gaon (Ṭa'am Zeḳenim, p. 59). De acordo com estes, Messias b. José aparecerá antes da vinda do Messias b. David; ele reunirá os filhos de Israel ao seu redor, marchará para Jerusalém e ali, depois de vencer os poderes hostis, restabelecerá a adoração do Templo e estabelecerá seu próprio domínio.
Então Armilus, de acordo com um grupo de fontes, ou Gog e Magog, de acordo com o outro, aparecerá com seus anfitriões antes de Jerusalém, em guerra contra o Messias b. José, e mate-o. Seu cadáver, segundo um grupo, permanecerá insepulto nas ruas de Jerusalém; de acordo com o outro, será escondido pelos anjos com os corpos dos Patriarcas, até o Messias b. Davi vem e ressuscita-o (comp. Judeu. Encyc. I. 682, 684 [§§8 e 13]; comp. Também Midr. Wayosha' e Agadat ha-Mashiaḥ em Jellinek, B. H. i. 55 e segs., iii e 141 e segs.).
Quando e como essa concepção do Messias se originou é uma questão que ainda não foi respondida satisfatoriamente. Não é possível considerar o Messias b. José, o Messias das Dez Tribos. Ele está em nenhum lugar representado como tal; embora duas vezes seja mencionado que uma parte das Dez Tribos será encontrada entre aqueles que se reunirão sobre seu padrão. Existe uma possibilidade, entretanto, como tem sido repetidamente mantida, de que há alguma conexão entre a saga de Alexandre e a tradição do Messias b. José, para, no Midrash, na força de Dt. xxxiii. 17, um par de chifres, com o qual ele atacará em todas as direções, é o emblema do Messias b. José (comp. Pirké R. El. xix .; Gn. R. lxxv .; Nm. R. xiv .; et al.), Assim como na tradição apocalíptica de Alexandre no Alcorão (referido acima) este último é chamado O Duplo-Chifre (Dhu al-Ḳarnain).

### O Messias do Oriente
Em 19 de abril de 1954, Meishu-Sama sofre sintomas de um derrame celebral e adoece. Em 5 de junho, reúne os principais ministros dirigentes na sua residência em Atami, o Hekiun-so, e anuncia:
"De minha parte, eu me tornei muito mais jovem. Fala-se sobre o nascimento do Messias, pois o Messias nasceu. Não são somente palavras. Isto é um fato. Eu próprio fiquei surpreso. Não é reencarnação, mas sim nascer de novo. Vocês podem achar estranho um homem velho como eu ter nascido de novo nessa idade, mas isto é verdade. O mais interessante é que minha pele ficou macia como a de um bebê. E olhem para o meu cabelo – é o cabelo de um bebê recém-nascido. Meu barbeiro me disse que é o cabelo de uma criança. Cabelos grisalhos estão ficando novamente pretos. Vocês verão que meu cabelo ficará novamente todo preto. Entendo isso como uma mensagem de Deus. Ele está me dizendo: seja jovem e trabalhe arduamente.
A palavra milagre não faz jus ao que aconteceu comigo desta vez. Aconteceram milagres acima de qualquer milagre, e eu gostaria de anunciar sobre o que aconteceu comigo a todos vocês o quanto Deus me permitir.
A hierarquia do Messias é a mais alta que se pode alcançar. No Ocidente, Messias é chamado Rei dos reis. Para que a humanidade seja salva, o Messias tem que aparecer. Portanto, esse é um acontecimento histórico. Gostaria de estender-me um pouco mais, mas como sou um bebê recém-nascido, não gosto quando o assunto fica complicado e, assim sendo, por ora contei para vocês somente a essência disso. No dia 15, gostaria de poder contar mais detalhes a todos vocês e, portanto, encerro aqui por hoje."